# Músculos escalenos
Los músculos escalenos (del griego σκαληνός, «torcido, desviado») es un grupo de tres pares de músculos a los lados del cuello, llamados el escaleno anterior, escaleno medio y escaleno posterior. Se originan en las apófisis transversas de las vértebras cervicales de CII a CVII y se insertan en la primera y segunda costillas. Están inervados por las ramas anteriores de los nervios espinales C4 a C7.

## Componentes
- Escaleno anterior: se encuentra en la parte anterolateral del cuello, se origina superiormente en las apófisis transversas de las vértebras  CIII-CVI desde este punto desciende y se inserta en la 1.° costilla, por detrás del escaleno anterior entre éste y el escaleno medio se encuentra el plexo braquial y la arteria subclavia, por delante pasa la vena subclavia. Su función es la flexión lateral de la columna vertebral cervical, es decir del cuello, y además es un músculo accesorio de la respiración, al elevar la primera costilla en la inspiración, por tanto concluimos que es un músculo inspiratorio, al igual que los otros dos escalenos (medio y posterior).
- Escaleno medio: se origina desde las vértebras CII-CVII. Desciende hasta la primera costilla detrás de la inserción del escaleno anterior, posterior al surco de la arteria subclavia. Es un músculo inspiratorio que realiza flexión lateral del cuello.
- Escaleno posterior: se origina en las vértebras CIV-CVI de ahí desciende a diferencia de los otros en la 2.° costilla y en algunas ocasiones en la 3.° (variante anatómica), por delante entre el escaleno medio y el posterior pasa el nervio de Bell.

## Función
La acción de los músculos escalenos anterior y medio es la elevación de la primera costilla (tomando como punto fijo la columna), inclinación lateral hacia el mismo lado y la rotación del cuello hacia el lado contrario; la acción del escaleno posterior es elevar la segunda costilla (tomando como punto fijo la columna) e inclinación y rotación del cuello hacia el mismo lado. También actúan como músculos respiratorios accesorios en la inspiración, junto con el esternocleidomastoideo.

## Relaciones
Los músculos escalenos tienen interrelación con las demás estructuras del cuello. El plexo braquial y la arteria subclavia pasan entre los escalenos medio y anterior. La vena subclavia y el nervio frénico pasan por delante del músculo escaleno anterior y por encima de la primera costilla.
El conducto del plexo braquial y la arteria subclavia a través del espacio entre los músculos escalenos anterior y medio constituye el «hiato escaleno». La región en la cual se ubica es denominada fosa escaleotraqueal.

## Imágenes adicionales

Músculos del cuello
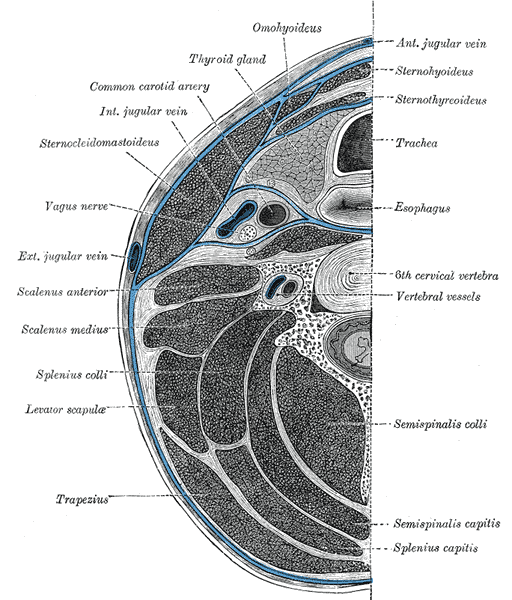
Sección del cuello cerca del nivel de la sexta vértebra cervical. Muestra la distribución de la fascia del cuello.

- Datos: Q141615
- Multimedia: Scalenus medius muscles / Q141615